# Yosef Harmelin
Yosef Harmelin (hebräisch יוסף הרמלין‎; * 1922 in Wien; † 1994) war ein israelischer Diplomat und Geheimdienstleiter.

## Leben
Über den zeitweiligen Leiter des Shin Bet, des israelischen Inlandsgeheimdienstes, gibt es im Internet kaum biografische Daten. Yosef Harmelin wanderte 1939 in Palästina ein. Er ging zunächst in das Kinder- und Jugenddorf Ben Shemen und soll danach den im Norden gelegenen Kibbuz Neve Yam gegründet haben.
Harmelin meldete sich zur British Army, die ihn im Zweiten Weltkrieg einsetzte. Im Mai 1946 wurde er Mitarbeiter des Schin Bet,  des israelischen Inlandsgeheimdienstes in Tel Aviv, 1964 ernannte ihn Levi Eschkol zu dessen Leiter. Harmelin regte an, das Kriegsrecht für Arabische Israelis zu beenden, was 1966 auch geschah. Nach der Geiselnahme von München kam es zu Kündigungen beim Schin Bet. Harmelin verlangte die Rücknahme der Kündigungen und drohte mit seinem Rücktritt. Er stellte Avraham Shalom für die Leitung der Abteilung Schutz ein. 1975 verließ er den Geheimdienst.
1978 trat Harmelin in den auswärtigen Dienst ein und war von 1978 bis 1979 der letzte israelische Botschafter in Teheran. Von 1979 bis 1981 war er Botschafter in Pretoria bei Pieter Willem Botha.
Am 12. April 1984 entführten vier Mitglieder der PLO den Bus der Linie 300 von Tel Aviv nach Aschkelon mit 41 Passagieren Richtung Gazastreifen. Bei Dier-el-Balah, etwa 15 Kilometer vor dem Gazastreifen, wurde der Bus durch die IDF und Grenztruppen gestoppt. Im Morgengrauen wurde der Bus unter dem Kommando von Jitzchak Mordechai gestürmt, eine Passagierin und zwei Entführer wurden getötet. Zwei weitere Entführer ergaben sich unverletzt den Sicherheitsbehörden. Sie wurden beim Verlassen des Busses von Journalisten fotografiert und von Passanten geprügelt, worauf der Militärzensor die Veröffentlichung der Fotos untersagte. Anschließend wurden die beiden Entführer in einem Caravan des Schin Bet weggefahren und an einem abgelegenen Ort erschossen.
Die israelische Tageszeitung Hadashot berichtete über den Vorfall. Vor einer Untersuchungskommission behaupteten Vertreter des Schin Bet, die Kriegsgefangenen seien unter dem Kommando von General Jitzchak Mordechai erschlagen worden. Dieser Darstellung widersprach Jitzchak Mordechai. In der Folge wurde eine Kommission zur Verbesserung der Interviewmethoden des Schin Bet eingerichtet.
Harmelin leitete den Schin-Bet-Geheimdienst noch einmal von 1986 bis 1988. Man sagte ihm nach, dass er jede Gewalt bei Befragungen von Verhafteten ablehnte.